# Dmitri Koulaguine
Pour les articles homonymes, voir Koulaguine.
Dmitri Andreïevitch Koulaguine (en russe : Дмитрий Андреевич Кулагин) est un joueur russe de basket-ball né le 1er juillet 1992 à Moscou. Il mesure 1,97 m et joue au poste d'arrière.

## Biographie
Koulaguine est formé au CSKA Moscou.
Koulaguine participe au championnat d'Europe des 16 ans et moins en 2008 avec l'équipe de Russie. Il réussit un très bon tournoi avec 20,8 points de moyenne (deuxième meilleur marqueur) et 4,3 rebonds par rencontre. Il est premier de la compétition au nombre de lancers francs tentés. La Russie se classe 8e et Koulaguine est nommé dans la meilleure équipe du tournoi avec le MVP lituanien Jonas Valančiūnas, le Français Léo Westermann, le Tchèque Milan Ryska et le Turc Enes Kanter.
En 2009, il participe au championnat d'Europe des 18 ans et moins. La Russie finit à la 6e place.
Koulaguine commence sa carrière professionnelle lors de la saison 2009-2010 avec le BK Nijni Novgorod de la ville de Nijni Novgorod qui évolue en deuxième division du championnat russe. Il marque 8,1 points en moyenne par rencontre. À la fin de la saison, le BC Nijni Novgorod est promu en première division pour la saison 2010-2011.
À l'été 2010, Koulaguine participe au championnat d'Europe des 18 ans et moins. Il n'est pas l'option offensive numéro un de l'équipe (il partage ce rôle avec Sergueï Karassev et Vladislav Trouchkine) mais il s'affirme au fur et à mesure et réussit un très bon tournoi : en moyenne par rencontre, il marque 12,4 points, fait 4,3 passes (4e meilleur passeur du tournoi) et 2,9 interceptions (meilleur intercepteur du tournoi). L'équipe russe obtient la médaille d'argent, battue par la Lituanie et Koulaguine est nommé dans le meilleur cinq du tournoi (avec le MVP Jonas Valančiūnas, le Lituanien Deividas Pukis, le Letton Dāvis Bertāns, le Serbe Nikola Siladi).
Lors de la saison 2010-2011, il marque 8,7 points en moyenne par rencontre.
Koulaguine joue avec l'équipe russe lors du championnat du monde des 19 ans et moins en 2011. En quart de finale, la Russie bat les États-Unis avec 21 points et 12 rebonds de Koulaguine. L'équipe perd face à la Lituanie de Jonas Valančiūnas (Koulaguine marque tout de même 27 points) mais décroche la médaille de bronze face à l'Argentine avec 24 points, 8 rebonds et 4 passes décisives de Koulaguine (meilleur joueur de son équipe dans toutes les catégories statistiques sur la rencontre). Koulaguine (15,9 points, 4,9 rebonds en moyenne par rencontre) fait une nouvelle fois partie de la meilleure équipe du tournoi avec, une nouvelle fois, le MVP Jonas Valančiūnas, l'Australien Hugh Greenwood, l'Américain Jeremy Lamb, et le Serbe Aleksandar Cvetković.
Après le championnat du monde, il signe un contrat avec le Trioumf Lioubertsy. Il se fait remarquer pour ses débuts en EuroChallenge en marquant 20 points face à Okapi Aalstar. Sur la saison régulière, il marque en moyenne 8,4 points. En juillet 2012, il signe un contrat avec Krasnye Krylya Samara, qui évolue en PBL. À Samara, il remporte l'EuroChallenge 2012-2013 et la Coupe de Russie. Koulaguine retourne ensuite au Trioumf Lioubertsy à l'été 2013.
Koulaguine est nommé meilleur jeune de la saison 2013-2014 de la VTB United League, ex æquo avec Edgaras Ulanovas du Neptūnas.
Le 8 juillet 2015, il signe au CSKA Moscou avec son frère Mikhaïl.
À l'été 2017, le contrat entre le CSKA et Koulaguine arrive à son terme et Koulaguine ne resigne pas avec le CSKA. Il rejoint alors le Lokomotiv Kouban-Krasnodar avec un contrat de deux ans. Il effectue une bonne saison 2017-2018, en particulier en EuroCoupe où l'équipe atteint la finale et où il est nommé dans la deuxième meilleure équipe-type.
En mai 2018, Koulaguine et le Lokomotiv prolongent le contrat qui les lie jusqu'en 2022.
En juin 2021, après une saison sans jouer, Koulaguine retourne pour une saison au Zénith Saint-Pétersbourg.

## Palmarès
- Vainqueur de la Coupe de Russie de basket-ball 2013, 2018
- Vainqueur de l'EuroChallenge 2012-2013
- Vainqueur de l'Euroligue 2015-2016
- Champion de la VTB United League 2016, 2017, 2022